# A16 (manifestation)
Pour les articles homonymes, voir A16.
Washington A16, 2000 était une série de manifestations à Washington, DC contre le Fonds Monétaire International et la Banque Mondiale, qui a eu lieu en avril 2000. Les réunions annuelles du FMI et de la Banque Mondiale ont été le théâtre de manifestation qui furent suivis par les manifestations de 1999 à Seattle, contre l'OMC. En avril 2000 on compte entre 10 000 et 15 000 manifestants aux réunions du FMI, et de la Banque Mondiale (des chiffres officiels ne sont pas  relevés),.

## La planification
Le Forum International sur la Mondialisation a organisé une formation à la désobéissance civile non violente à la Foundry United Methodist Church.
La Convergence Center, au 1328 de l'Avenue de la Floride, était le lieu de réunion des militants où la formation à la non-violence et la fabrication des accessoires (tels que les signes et les marionnettes) ont eu lieu .

## Le 15 avril 2000
Le 15 avril, la police de Washington a préventivement attaquée (sans mandat de perquisition) le Convergence Centre, citant la sécurité incendie. Cette action de la police a été citée comme un "raid inconstitutionnel" au cours de la procédure de recours collectif.
La veille de la grande manifestation prévue le 16 avril, un petit groupe de manifestants de la manifestation contre la complexe industrielle pénitencier dans le district de Columbia.

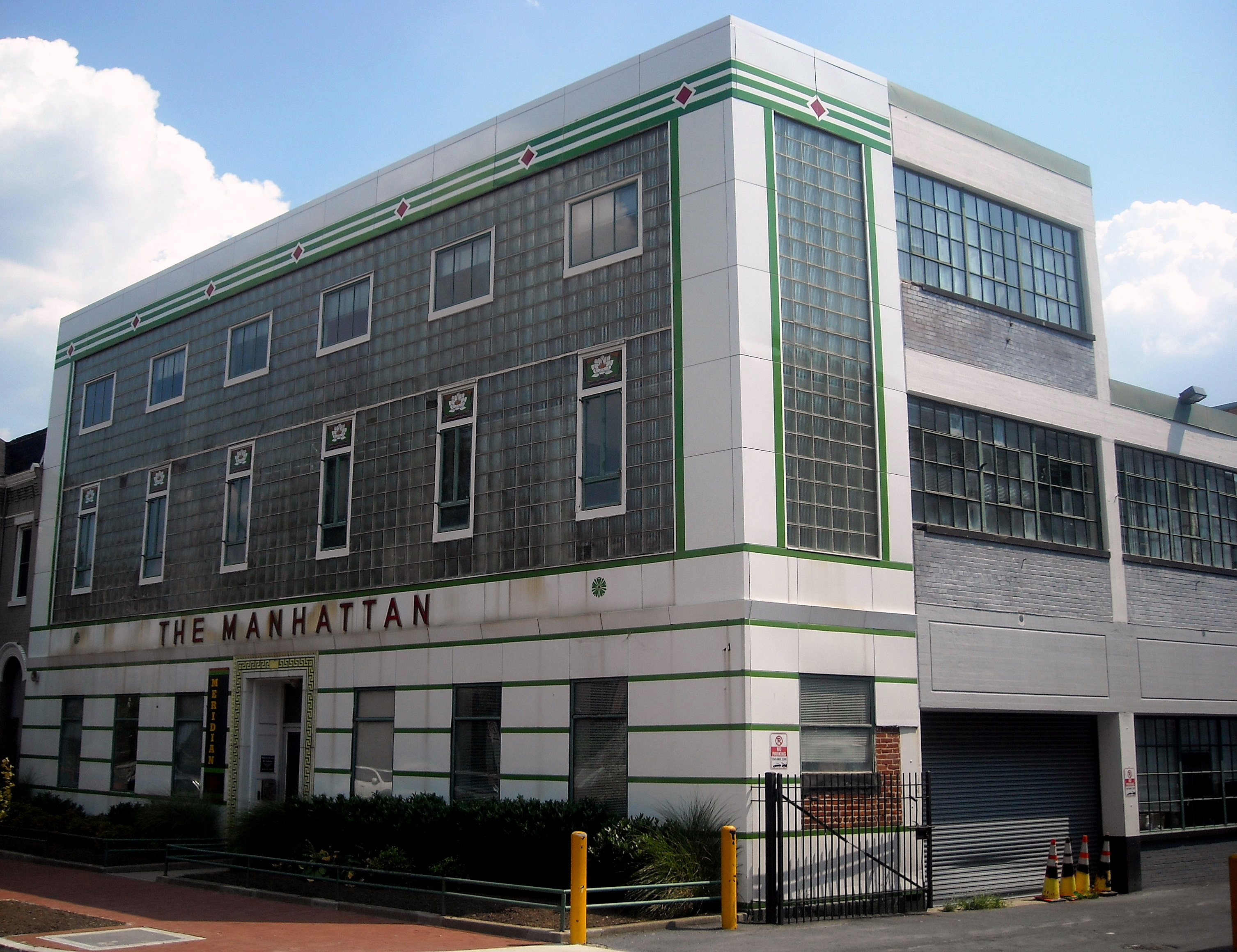
Un raid eu lieu au Convergence Center à la blanchisserie Manhattan sur l'avenue de la Floride

Des arrestations massives ont été menées; 678 personnes ont été arrêtées, y compris des spectateurs, des journalistes et des touristes quand la police fit un balayage du bloc.
La majorité des arrestations, le 15 avril, s'est produiteau 20 rue NW entre les rues I et K.
Carol Guzy, photographe pour le Washington Post gagnant du Prix Pulitzer à trois reprises, fut arrêté et détenu par la police le 15 avril, deux journalistes de l'Associated Press ont aussi déclaré avoir été frappé par la police à coups de matraque.
Ces arrestations, le 15 avril, étaient illégitimes et ont plus tard suscité un recours collectif appelé "Becker et coll. v. District de Columbia, et al..".

## Le 16 avril 2000
Les 16 et 17 avril, à la suite les manifestations et les actions de rue autour de la réunion du FMI qui suivire; le nombre de personnes arrêtées atteint les 1 300 personnes.

## Poursuites
En juin 2010, le recours collectif pour les événements du 5 avril appelés Becker et coll. v. District de Columbia, et al ont été réglés, avec 13,7 millions de dollars les dommages-intérêts accordés,.
D'autres poursuites similaires ont eu lieu à la suite d'arrestations massives dans le district de Columbia ces dernières années. En 2009, la ville a accepté de payer 8,25 millions $ à près de 400 manifestants et passants pour mettre fin à un recours collectif sur les arrestations de masse dans Pershing Parc au cours des manifestations de l'année 2002 contre la Banque Mondiale, selon le Partenariat pour la Justice Civile de Fonds, qui a également représenté les demandeurs.